# 22°-halo

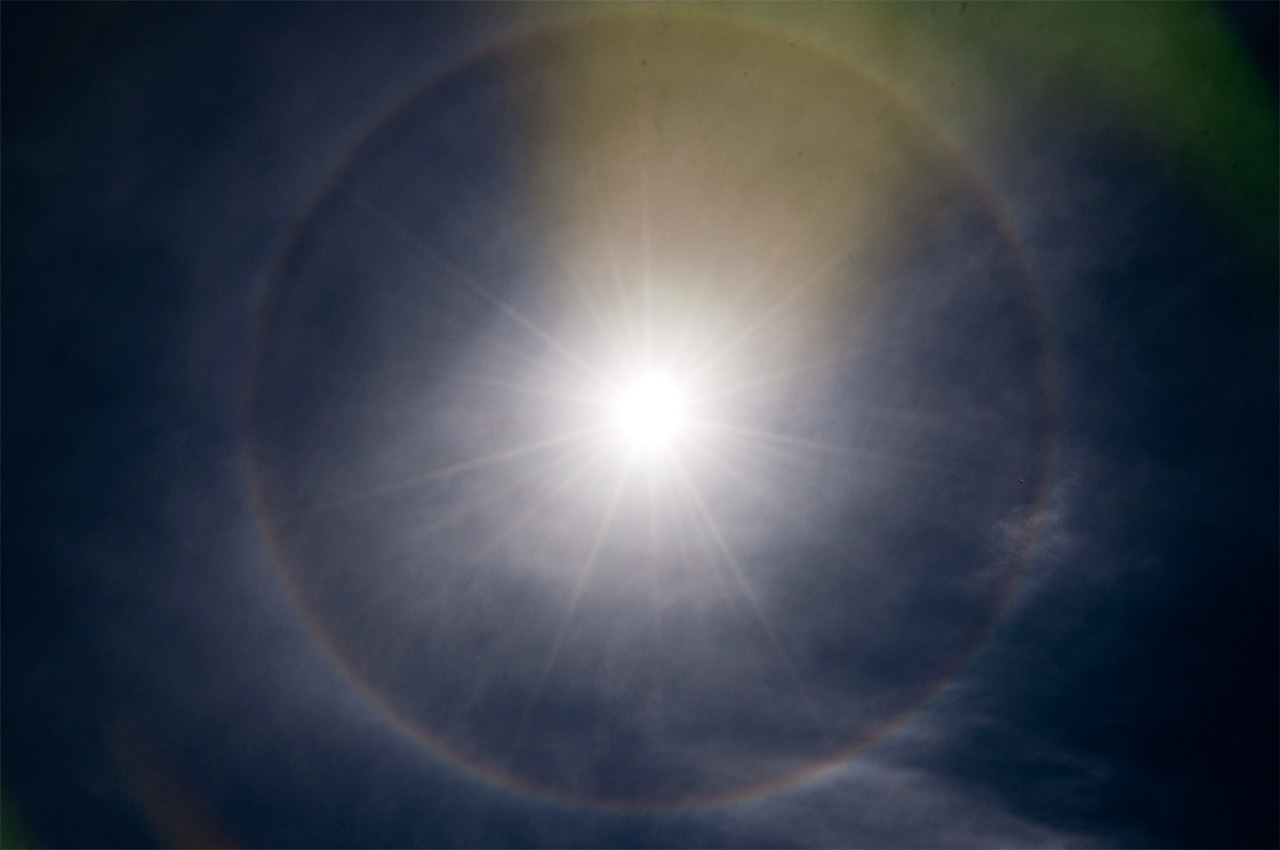
Een 22°-halo om de zon. Goed zichtbaar is het kleurverloop van rood aan de binnenzijde naar blauw aan de buitenzijde.

De 22°-halo of kleine kring is een atmosferisch optisch verschijnsel in de vorm van een wijde ring rondom de zon of maan. Het is verreweg het meest voorkomende type halo, veroorzaakt door de interactie van het zon- of maanlicht met zeshoekige ijskristallen in de atmosfeer (veelal in de vorm van cirrus- of cirrostratuswolken). Als gevolg van de brekingseigenschappen van de zeshoekige kristallen wordt het licht afgebogen tot een kring met een straal van ongeveer 22 booggraden; grofweg de breedte van een uitgespreide hand op armlengte. In gunstige omstandigheden is de kring subtiel-regenboogkleurig, met een roodachtige gloed aan de binnenzijde die naar buiten toe verloopt tot blauwig. De naam kleine kring is ter onderscheiding van de veel zeldzamere grote kring die een straal van ongeveer 46 booggraden heeft.
De 22°-halo dient niet te worden verward met de corona, die eveneens het effect van een "kring om de zon/maan" geeft, maar geheel verschillend van aard is: de corona bevindt zich direct rondom de zon of maan, is (veel) kleiner in omvang dan de 22°-halo, is veelal bont gekleurd en wordt doorgaans veroorzaakt door vloeibare waterdruppeltjes in de wolken, niet door ijskristallen.